# آلماند

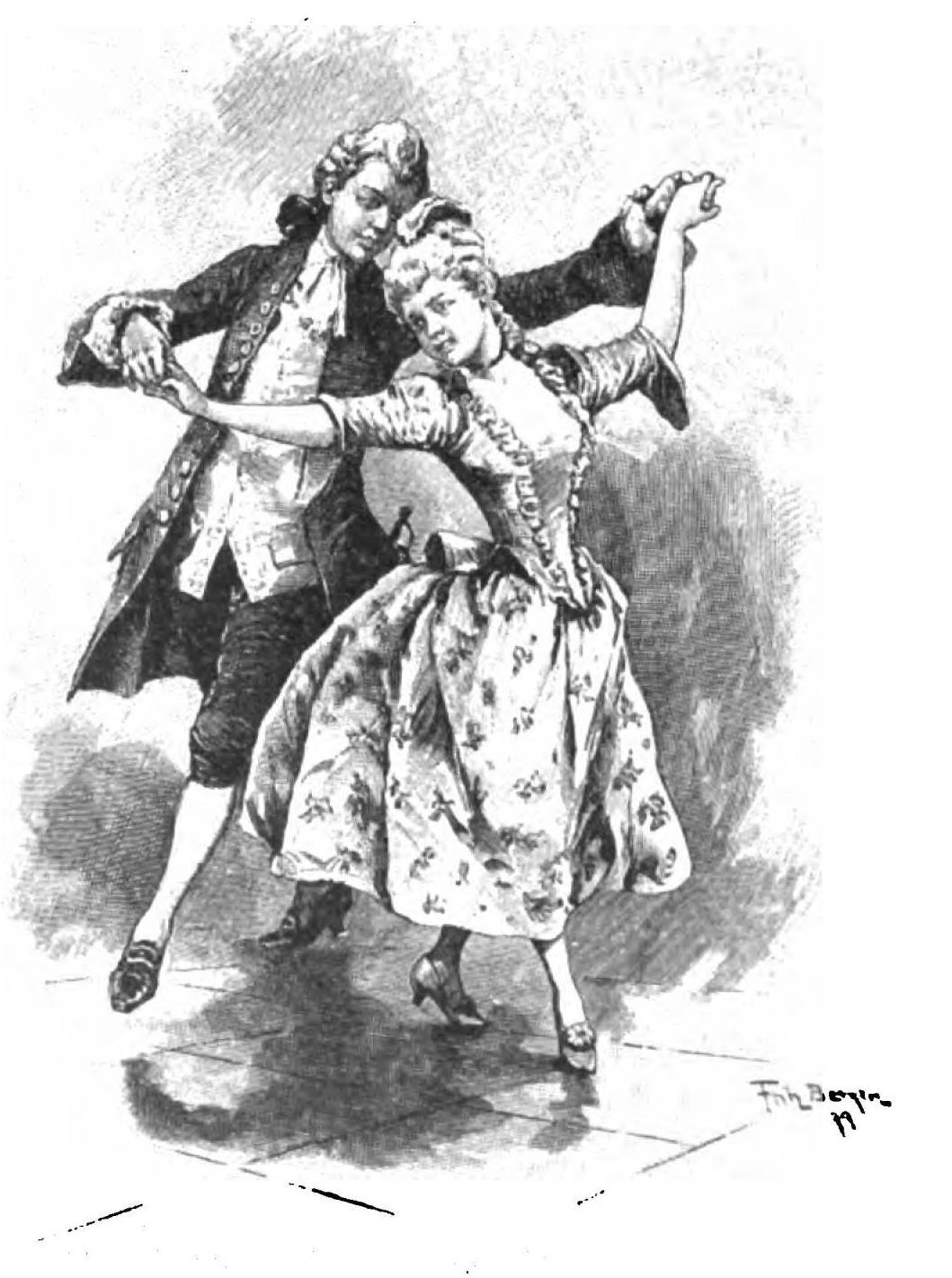
آلماند

آلِمانْد موسیقی رقصی با ضرب ۴-۴ که از یک رقص روستایی یا ملی آلمانی ریشه گرفته است. این شکل محبوب‌ترین شکل موسیقی رقص در سنت باروک است.